# خط ۱ انتقال آب خلیج فارس به مرکز ایران
خط ۱ انتقال آب خلیج فارس به فلات مرکزی ایران (یا طرح ملی ساقی کوثر) آباره‌ای برای انتقال آب نمک زدایی شده دریا به متقاضیان آن در بخش شرب و صنعت در استان هرمزگان، کرمان و یزد است. این آباره شامل تاسیسات نمک‌زدایی آب دریا در ساحل شهرستان بندرعباس و مجموعه‌ای از تاسیسات پمپاژ آب، خطوط لوله و ... به طول ۹۷۰ کیلومتر به سمت مقاصد متقاضی آن در بخش صنعت و شرب در استان هرمزگان، کرمان و یزد است. ساخت این آباره در سال ۱۳۹۲ برای عمدتا تأمین نیاز آبی صنایع و معادن گل‌گهر سیرجان، مس سرچشمه و معادن چادرملو با سرمایه‌گذاری آن‌ها شروع شد و در مراسم شروع به کار با حضور رئیس جمهور وقت، بازه زمانی دو سال برای تکمیل آن معرفی شد. این طرح در سال ۱۳۹۹ همراه با افزوده شدن تامین آب برای برخی شهرها به کارکرد آن با خرید سالانه دولت از این خط انتقال آب بهره‌برداری شد.
تأسیسات نمک زدایی آب دریای این خط سالانه ۱۸۰ میلیون متر مکعب آب شیرین تولید می‌کنند که ۵۰ میلیون متر مکعب آن به مصرف متقاضیان در استان هرمزگان رسیده و ۱۳۰ میلیون متر مکعب آن با خط لوله اصلی در فازها و ایستگاه‌های مختلف به طول ۸۷۶ کیلومتر به مقاصد مصرف در استان کرمان و یزد پمپاژ می‌شود. این طرح، آباره بندعباس-کرمان-یزد در طرح مطالعات کلان تامین و انتقال آب دریای عمان و خلیج فارس به فلات مرکزی ایران است. در این مطالعات، پیش‌بینی شد تا افق ۱۴۲۵ در ۱۸ استان فراساحل جنوبی ایران برای تامین نیاز‌های آبی، نیاز به انتقال آب از خلیج فارس و دریای عمان نیز وجود دارد و برای این منظور باید طرح‌هایی پیش‌بینی شود.
در فاز ۲ و ۳ این طرح انتقال آب قرار است ظرفیت شیرین سازی و انتقال آب دریا از ۱۸۰ به ۴۷۰ میلیون متر مکعب افزایش یابد.

## اهداف و هزینه‌ها
مطالعات فنی و اقتصادی انجام شده نشان می‌دهد انتقال آب شیرین شده از دریای عمان و خلیج فارس به مجتمع‌های صنعتی و معدنی مرکز و جنوب شرق ایران اقتصادی تر از انتقال این مواد معدنی خام به سواحل خلیج فارس و استقرار صنایع فرآوری این مواد معدنی در کنار خلیج فارس است.
بخش مهمی از معادن ایران نظیر معادن سنگ آهن و مس در جنوب شرق کشور به ویژه در استان‌های هرمزگان، کرمان و یزد واقع شده‌اند. پتانسیل بالای منطقه جنوب شرق ایران از نظر معادن و همچنین طرح‌های توسعه‌ای بسیار عظیم این معادن و به تبع آن صنایع فرآوری محصولات استخراج شده نیازمند منابع آبی بزرگی می‌باشد که تأمین این مقدار آب در بضاعت منابع آبی محلی نیست؛ لذا استفاده از آب دریا به عنوان یکی از منابع تأمین آب به‌طور جدی مطرح شد.
این طرح با حجم سرمایه‌گذاری ۲۰ هزار میلیارد تومانی اجرا و افتتاح شده.

## مشخصات فنی

### تأسیسات آب شیرین‌کن
خط ۱ طرح ملی انتقال آب از تأسیسات نمک‌زدایی پیشرفته‌ای در ساحل خلیج فارس و در منطقه‌ای حدود ۳۰ کیلومتری غرب بندرعباس آغاز می‌شود. این تأسیسات از فناوری اسمز معکوس آب دریا (SWRO) برای حذف نمک و سایر ناخالصی‌ها از آب دریا استفاده می‌کنند.
در فاز اول بهره‌برداری، ظرفیت نامی این تأسیسات ۱۸۰ میلیون متر مکعب تولید آب شیرین در سال است که معادل حدود ۵۰۰ هزار متر مکعب در روز است. این ظرفیت در فازهای بعدی (فاز ۲ و ۳) با توسعه تأسیسات و افزودن واحدهای جدید، برنامه‌ریزی شده است تا به ۴۷۰ میلیون متر مکعب در سال افزایش یابد. آب دریا از طریق خطوط لوله برداشت، به تأسیسات منتقل شده و پس از عبور از واحدهای پیش‌تصفیه (برای حذف ذرات معلق و جلبک‌ها)، وارد واحدهای اسمز معکوس می‌شود. در این واحدها، آب با فشار بالا از میان غشاهای نیمه‌تراوا عبور کرده و نمک‌ها و املاح از آن جدا می‌شوند و آب شیرین تولید می‌گردد.

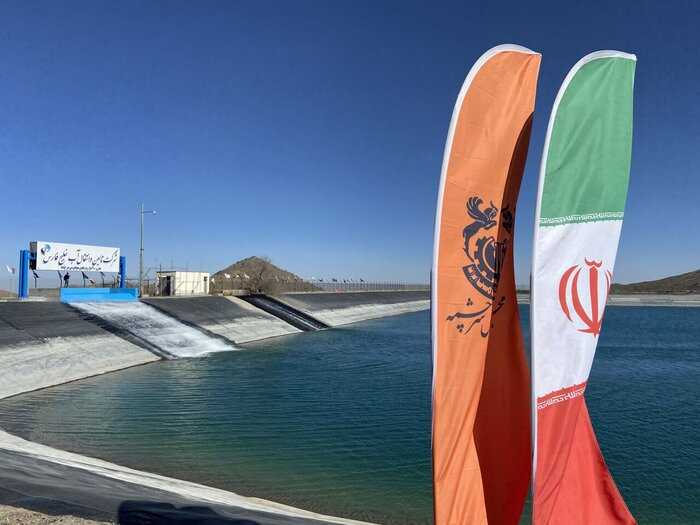
حوضچه آرامش آب نمک زدایی شده و آماده انتقال در مبدأ خط یک انتقال آب دریای جنوب به فلات مرکزی ایران

### مسیر و خطوط لوله
مسیر اصلی خط ۱ انتقال آب، آب شیرین شده را از تأسیسات ساحلی در غرب بندرعباس، ابتدا به سمت شمال شرق و سپس به سمت شمال غرب و مرکز فلات مرکزی ایران هدایت می‌کند. این مسیر از عرض جغرافیایی پایین و ارتفاع نزدیک به سطح دریا آغاز شده و به تدریج به ارتفاعات بالای ۱۰۰۰ متر و در نهایت تا حدود ۲۷۵۰ متر بالاتر از سطح دریا در نقاط مقصد در استان‌های کرمان و یزد صعود می‌کند. این صعود نیازمند پمپاژ عظیم آب در طول مسیر است.
خط اصلی به طول ۸۷۶ کیلومتر، به سه قطعه اصلی تقسیم می‌شود:
- قطعه اول: از تأسیسات نمک‌زدایی در غرب بندرعباس تا مجتمع معدنی و صنعتی گل‌گهر در ۵۰ کیلومتری جنوب غربی سیرجان، استان کرمان. این قطعه حدود ۳۰۰ کیلومتر طول دارد و آب را به ارتفاع تقریبی ۱۸۰۰ متر از سطح دریا می‌رساند.[۱۸]
- قطعه دوم: از گل‌گهر سیرجان تا مجتمع مس سرچشمه در جنوب غرب رفسنجان، استان کرمان. این قطعه حدود ۱۵۰ کیلومتر طول دارد و آب را به ارتفاع حدود ۲۷۵۰ متر از سطح دریا می‌رساند که بالاترین نقطه در مسیر خط ۱ است.[۱۸]
- قطعه سوم: از مس سرچشمه تا منطقه صنایع فولادی اردکان در شمال غرب یزد. این قطعه حدود ۳۷۰ کیلومتر طول دارد و مقصد نهایی خط اصلی در فاز اول است.[۱۸] برنامه‌ریزی برای ادامه خط به سمت معدن چادرملو در شمال اردکان نیز انجام شده است.

خطوط لوله مورد استفاده در خط ۱ از جنس فولاد هستند و دارای قطرهای متفاوتی در طول مسیر می‌باشند. قطرهای اصلی لوله‌ها ۱۲۰۰ و ۱۶۰۰ میلی‌متر (معادل حدود ۴۷ و ۶۳ اینچ) است. این لوله‌ها برای مقاومت در برابر فشارهای بالای ناشی از پمپاژ در مسیرهای با اختلاف ارتفاع زیاد طراحی شده‌اند. به منظور جلوگیری از خوردگی ناشی از آب و محیط خاک، لوله‌ها دارای پوشش‌های محافظ داخلی (مانند اپوکسی) و خارجی (مانند پوشش سه‌لایه پلی‌اتیلن) می‌باشند.

### ایستگاه‌های پمپاژ
در مسیر ۸۷۶ کیلومتری خط ۱، مجموعاً ۱۲ ایستگاه پمپاژ اصلی با فناوری پیشرفته احداث شده است. این ایستگاه‌ها آب را در مراحل متوالی به ارتفاعات بالاتر پمپاژ می‌کنند. برای مثال، قطعه اول مسیر (از بندرعباس تا گل‌گهر) که آب را تا ارتفاع حدود ۱۸۰۰ متری بالا می‌برد، شامل ۷ ایستگاه پمپاژ قدرتمند است.
مجموع ارتفاعی (هد) که آب در طول خط ۱ پمپاژ می‌شود بسیار قابل توجه است و در بلندترین نقطه (مس سرچشمه) به حدود ۲۷۵۰ متر بالاتر از سطح دریا می‌رسد. این میزان پمپاژ یکی از بزرگ‌ترین عملیات پمپاژ آب در طرح‌های مشابه در جهان محسوب می‌شود. توان الکتریکی مورد نیاز برای به کار انداختن این ایستگاه‌های پمپاژ بسیار بالا است و بخش قابل توجهی از هزینه‌های جاری پروژه را تشکیل می‌دهد.

### مخازن و سازه‌های جانبی
در طول مسیر خط ۱ انتقال آب، تعدادی مخزن با اهداف مختلف از جمله ذخیره‌سازی، تأمین فشار و تعادل جریان احداث شده‌اند. این مخازن به مدیریت حجم آب در زمان‌های پیک مصرف یا کاهش جریان کمک کرده و پایداری سیستم انتقال را تضمین می‌کنند.
این طرح شامل مخازن ذخیره‌سازی در مبدأ (پس از تأسیسات آب شیرین‌کن) و همچنین مخازن تعادلی و بهره‌برداری در طول مسیر و نزدیک نقاط تحویل می‌باشد.
علاوه بر خطوط لوله و ایستگاه‌های پمپاژ، در مسیر طولانی خط ۱، سازه‌های مهندسی دیگری نیز برای عبور از عوارض طبیعی مانند دره‌ها، رودخانه‌ها و کوهستان‌ها احداث شده‌اند. این سازه‌ها می‌توانند شامل پل‌هایی برای عبور خط لوله از موانع، یا تونل‌هایی باشند که خط از داخل آن‌ها عبور می‌کند. احداث این سازه‌ها بخشی از چالش‌های مهندسی در اجرای این پروژه عظیم در مناطق مختلف جغرافیایی کشور بوده است.

## نقاط تحویل و کاربری آب
آب شیرین شده و منتقل شده توسط خط ۱ طرح ملی انتقال آب، با هدف اصلی و اولویت‌دار، تأمین نیاز آبی مجتمع‌های بزرگ صنعتی و معدنی در مناطق خشک و نیمه‌خشک فلات مرکزی ایران صورت می‌پذیرد. این صنایع، که با کمبود شدید منابع آبی محلی مواجه بودند، سرمایه‌گذاران اصلی این پروژه نیز محسوب می‌شوند.
نقاط تحویل اصلی آب در فاز اول خط ۱ عبارتند از:
- مجتمع معدنی و صنعتی گل‌گهر در سیرجان، استان کرمان (مقصد قطعه اول)[۱۸]
- مجتمع مس سرچشمه در رفسنجان، استان کرمان (مقصد قطعه دوم)[۱۸]
- منطقه صنایع فولادی اردکان در استان یزد (مقصد قطعه سوم)[۱۸] از جمله مجتمع‌های بزرگ مانند چادرملو.

از ۱۳۰ میلیون متر مکعب آب شیرین شده در سال که توسط خط اصلی به فلات مرکزی منتقل می‌شود، سهم عمده‌ای به این مجتمع‌های صنعتی بزرگ اختصاص می‌یابد تا در فرآیندهای تولید (مانند فرآوری سنگ آهن، تولید فولاد و کنسانتره مس) مورد استفاده قرار گیرد.
علاوه بر این، ۵۰ میلیون متر مکعب از ظرفیت اولیه ۱۸۰ میلیون متر مکعبی تأسیسات آب شیرین‌کن در مبدأ، برای تأمین بخشی از نیازهای آب شرب و سایر مصارف در مناطق ساحلی استان هرمزگان در نزدیکی بندرعباس (مانند شهر خمیر) مورد استفاده قرار می‌گیرد. استفاده از آب این خط برای مصارف گسترده کشاورزی در فلات مرکزی، به دلیل اولویت تأمین نیاز صنایع و همچنین هزینه بالای تولید و انتقال آب، در اهداف اصلی طرح دیده نشده است، هرچند ممکن است در آینده برای کشاورزی پربازده صنعتی در نزدیکی صنایع مورد استفاده قرار گیرد.

## تاریخچه

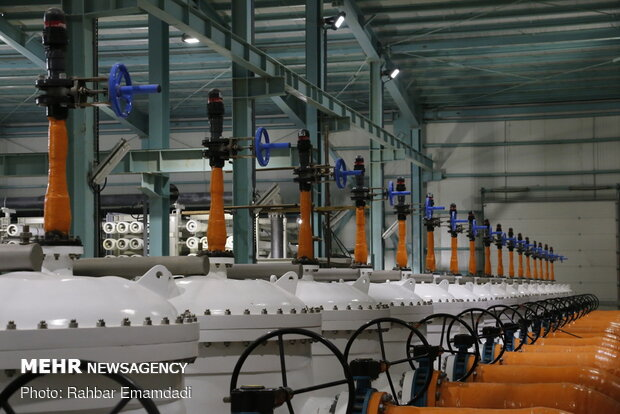
خروجی آب تصفیه شده از ماژول‌های نمک زدایی آب تأسیسات آب شیرین کن ۱ میلیون متر مکعبی بندعباس

با توسعه صنایع فلات مرکزی ایران و افزایش نیاز به آب برای تأمین نیاز آن‌ها و توسعه صنعتی نیاز به تغییر کاربری آب‌های موجود در منطقه (که اکثراً در کشاورزی استفاده می‌شدند) برای استفاده صنعت و خدمات به وجود آمد ولی قوانین موجود اجازه خرید و فروش آب چاه کشاورزی برای استفاده در صنعت یا حتی شرب را نمی‌داد. با همراهی وزارت نیرو سال‌ها سعی شد قوانین خرید و فروش آب و تغییر کاربری آب چاه کشاورزی برای صنعت در مجلس تصویب شود ولی این مهم با مخالفت اکثر نمایندگان ادوار مجلس و وزارت خانه‌های جهاد کشاورزی در دولت‌های مختلف اتفاق نیفتاد و ممنوعیت فروش آب کشاورزی برای صنعت و خدمات پابرجا ماند.
با توسعه صنایع معدنی و فرآوری محصولات آن در استان کرمان نیاز به آب در این صنایع تشدید شد. از طرف دیگر خشکسالی و بحران آب شدیدی در دشت‌های رفسنجان و سیرجان در سال‌های ۱۳۹۰ و ۱۳۹۱ به وجود آمد، به طوری که چاه‌هایی که از عمق ۷۰ متری آب می‌کشیدند تا عمق ۳۰۰ متر هم دیگر آبی نداشتند. قوانین موجود نیز اجازه خرید آب چاه کشاورزی برای مصارف در صنعت و کاهش سطح زیر کشت کشاورزی را نمی‌داد. در این شرایط سندی در وزارت نیرو تهیه و به برخی صنایع فلات مرکزی ابلاغ شد که در این شرایط تا تاریخ مشخصی دیگر امکان تأمین آب آن‌ها از منابع موجود در این فلات وجود ندارد و باید تا قبل از تاریخ مشخص شده با هزینه خود یا صنایع را به کنار دریا ببرند یا آب دریا را به این صنایع منتقل نمایند. مطالعات فنی و اقتصادی مختلف برای بررسی دو گزینه انجام شد و نتیجه گرفته شد انتقال آب دریا به کنار معادن و فرآوری محصولات در کنار معدن (مانند معادن و صنایع گل گهر) به صرفه تر از انتقال مواد معدنی به سواحل است. در این شرایط برخی شرکت‌های صنعتی و معدنی در استان کرمان و یزد شرکت تأمین و انتقال آب خلیج فارس (WASCO) را برای تأمین آب این صنایع تأسیس کردند و کار ایجاد خط اول انتقال آب دریا به این صنایع با عنوان طرح ملی ساقی کوثر برای ساخت تأسیسات شیرین سازی و انتقال آب دریا به ظرفیت ۵۹۵ میلیون متر مکعب در روز ظرف ۲ سال در اواخر دولت دهم و در اردیبهشت سال ۱۳۹۲ به صورت رسمی با حضور رئیس‌جمهور احمدی‌نژاد در بندرعباس شروع شد. پروژه خط اول در دولت یازدهم و دوازدهم در حالی اجرا شد که با مخالفت شدید وزارت نیرو و شخص وزیر وقت نیرو (حمید چیت چیان) و وزیر راه و شهرسازی (عباس آخوندی) همراه بود صنایع در خفا و بدون کمترین حمایتی از طرف دولت، با توجه به داشتن مجوز برداشت آب دریا از وزارت نیرو و مجوز شروع کار که در دولت دهم صادر شده بود و طی کردن فرایند اخذ مجوز محیط زیستی، این طرح خط لوله انتقال آب دریا را اجرا کردند و در مراحل نهایی به تدریج وزارت‌خانه‌های مربوط و وزرای وقت توجیه شده و حتی در مراحل پایانی ساخت و افتتاح پروژه حضور پر رنگ داشتند.
در آبان ۱۳۹۹ در مراسم افتتاح پروژه خط اول انتقال آب دریا، رئیس‌جمهور حسن روحانی این خط لوله انتقال آب را خط انتقال امید به مردم منطقه نامید و بیان کرد «این طرح مال ملت ایران است؛ کارگران، مهندسین، مدیران و همه آنهایی است که تلاش کردند.» همچنین در این مراسم به صورت همزمان طرح انتقال آب دریا به استان اصفهان، سیستان و بلوچستان و خراسان جنوبی و رضوی اعلام رسمی و شروع شد.
با پیشرفت مناسب خط لوله اول انتقال آب شیرین سازی شده دریای جنوب به صنایع و معادن فلات مرکزی ایران و نمایان شدن آینده موفق طرح، صنایع سایر نقاط کشور و طرح‌های دیگر نیز در دست بررسی و احداث قرار گرفتند.

## انتقادات و بحث‌ها
همانند بسیاری از پروژه‌های بزرگ زیرساخت آبی در مقیاس ملی، طرح انتقال آب خلیج فارس به فلات مرکزی، به ویژه خط ۱ آن، موضوع بحث‌ها و انتقاداتی از سوی برخی کارشناسان، متخصصان آب، و فعالان محیط زیست بوده است.
یکی از محورهای اصلی انتقادات، مربوط به توجیه اقتصادی و هزینه بالای تأمین آب از این طریق است. منتقدان معتقدند که با توجه به محدودیت منابع و عمق بحران آب در ایران، ممکن است راهکارهای جایگزین مانند کاهش مصرف در بخش‌های پرمصرف (به‌ویژه کشاورزی)، اصلاح الگوهای کشت، مدیریت تقاضا، یا بازچرخانی و استفاده مجدد از پسابهای صنعتی و شهری، اولویت و توجیه اقتصادی بیشتری داشته باشند. آنها بر این باورند که هزینه تمام شده هر متر مکعب آب انتقالی به فلات مرکزی، استفاده از آن را در بسیاری از مصارف (غیر از صنایع بسیار پربازده) غیراقتصادی می‌سازد.
نگرانی‌های زیست‌محیطی نیز از دیگر محورهای مهم انتقادات است. اثرات زیست‌محیطی ناشی از تخلیه حجم عظیمی از شورابه در خلیج فارس، مصرف بسیار بالای انرژی و پیامدهای آن برای انتشار گازهای گلخانه‌ای، و همچنین تخریب زیستگاه‌ها در طول مسیر خط لوله، از جمله مواردی هستند که منتقدان نسبت به آن‌ها ابراز نگرانی کرده‌اند.
پاسخ حامیان طرح و مجریان آن معمولاً بر ضرورت تأمین آب برای صنایع مادر به عنوان پیشران توسعه اقتصادی غیرنفتی در مناطق خشک، توجیه اقتصادی طرح در مقایسه با گزینه‌های صنعتی جایگزین (مانند انتقال ماده معدنی)، و همچنین اجرای اقدامات لازم برای کاهش پیامدهای زیست‌محیطی (مانند انجام ارزیابی‌های زیست‌محیطی و استفاده از فناوری‌های پیشرفته در شیرین‌سازی و دفع شورابه) تأکید دارد.